# Irene Gleeson
Irene Gleeson (30 de diciembre de 1944-21 de julio de 2013) fue una misionera cristiana para los hijos del distrito de Kitgum, en el norte de Uganda, cuyas vidas fueron interrumpidas primero por la guerra y luego por el VIH/SIDA. Fue galardonada con una Orden Oficial de Australia en 2010 por "el servicio a las relaciones internacionales, sobre todo a través de la ayuda sostenida a los niños afectados por la guerra y el VIH-SIDA en el norte de Uganda".
Gleeson primero vino al norte de Uganda devastada por la guerra en 1992, después de vender su parte de la casa en la playa Northern Beaches en Sídney. Aparcó su caravana en el Lord Resistance Army territorio cerca de la entonces frontera de Sudán, y con los años construyó su escuela orfanato a su alrededor.
El 21 de julio de 2013, Gleeson murió, después de una batalla con el cáncer de un año de duración, rodeada de su familia en Sídney. Su obra vive a través de la Fundación Irene Gleeson (IGF).